# セランガンバツ
セランガンバツあるいはスランガンバトゥ（マレー語: Selangan batu）は、ボルネオ島、インドネシア東部カリマンタンが原産のフタバガキ科の広葉樹の総称。同じ概念を指す様々な語が存在し、たとえばバラウ（マレー語およびインドネシア語: Balau）、ティッヤー（ビルマ語: သစ်ယာ）、テン（タイ語: เต็ง）、プチャク（クメール語: ផ្ចឹក /pcək/）、チック（ラーオ語: ຈິກ）、カ・チャック（ベトナム語: cà chắc）、ヤカール（フィリピン: Yakal）、バンキライ（インドネシア語: Bangkirai）といったものがある。
芯材と辺材の区別がはっきりしている硬木であり、材は暗紫色、時に帯紫色である。マレーシアのサバ州では気乾比重が0.88以上あるものをスランガンバトゥ NO. 1、0.88以下のものをスランガンバトゥ NO. 2 と区別している。